# Oxalis gardneriana
Oxalis gardneriana är en harsyreväxtart som beskrevs av Prog.. Oxalis gardneriana ingår i släktet oxalisar, och familjen harsyreväxter. Inga underarter finns listade i Catalogue of Life.